# クリストファー・ウィリアムズ (画家)
クリストファー・ウィリアムズ（Christopher David Williams RBA、1873年1月7日 - 1934年7月19日）は、ウェールズの画家である。肖像画や風景画、古代ウェールズのロマンスである「マビノギオン」を題材にした作品などを描いた。

## 略歴
ウェールズのマエステッグ（Maesteg）で生まれた。父親は医者になることを望んでいたが、それを嫌い、1892年にリバプールのウォーカー・アート・ギャラリーで、フレデリック・レイトンの作品を見て画家になることを決意したとされる。彼は1892年と1893年にウェールズのニースの工科大学で最初に学んだ後、1893年からロイヤル・カレッジ・オブ・アートで3年間過ごし、その後1896年から1901年までロイヤル・アカデミー・スクールで学んだ 。
1902年に作品をロイヤル・アカデミー・オブ・アーツの展覧会に出展し、1903年には父親の肖像画を出展し、生涯で18点の絵画を出展した。英国王立芸術家協会の展覧会から招待され、10年間で37点の絵画を展示した。1930年まで王立肖像画家協会（Royal Society of Portrait Painters）にも出展をした。
1911年に国王ジョージ5世の注文でカーナーフォン城での皇太子の叙任式の記念画を制作した。
肖像画を描いた人物には、デビッド・ロイド・ジョージ首相や、ジョン・ウィリアムズ卿（Sir John Williams, 1st Baronet）、ジョン・リース卿（John Rhŷs）、ヘンリー・ジョーンズ卿（Henry Jones）らがいる。
第一次世界大戦中には、現在ウェールズ国立博物館に収蔵されている第一次世界大戦中のソンムの戦いにおけるマメッツの森でのウェールズ人兵士の戦いを描いた。
古代ウェールズのロマンスである「マビノギオン」3つのシーンを描いた。
画家のフレッド・アップルヤード（Fred Appleyard : 1874-1963）の妹のEmily Appleyard と結婚した。息子のEvan Gwyn Williams（1905-1940)は天文学者となり、Ivor Williams (1908-1982) は画家になった。
1934年にロンドンで亡くなった。

## 作品

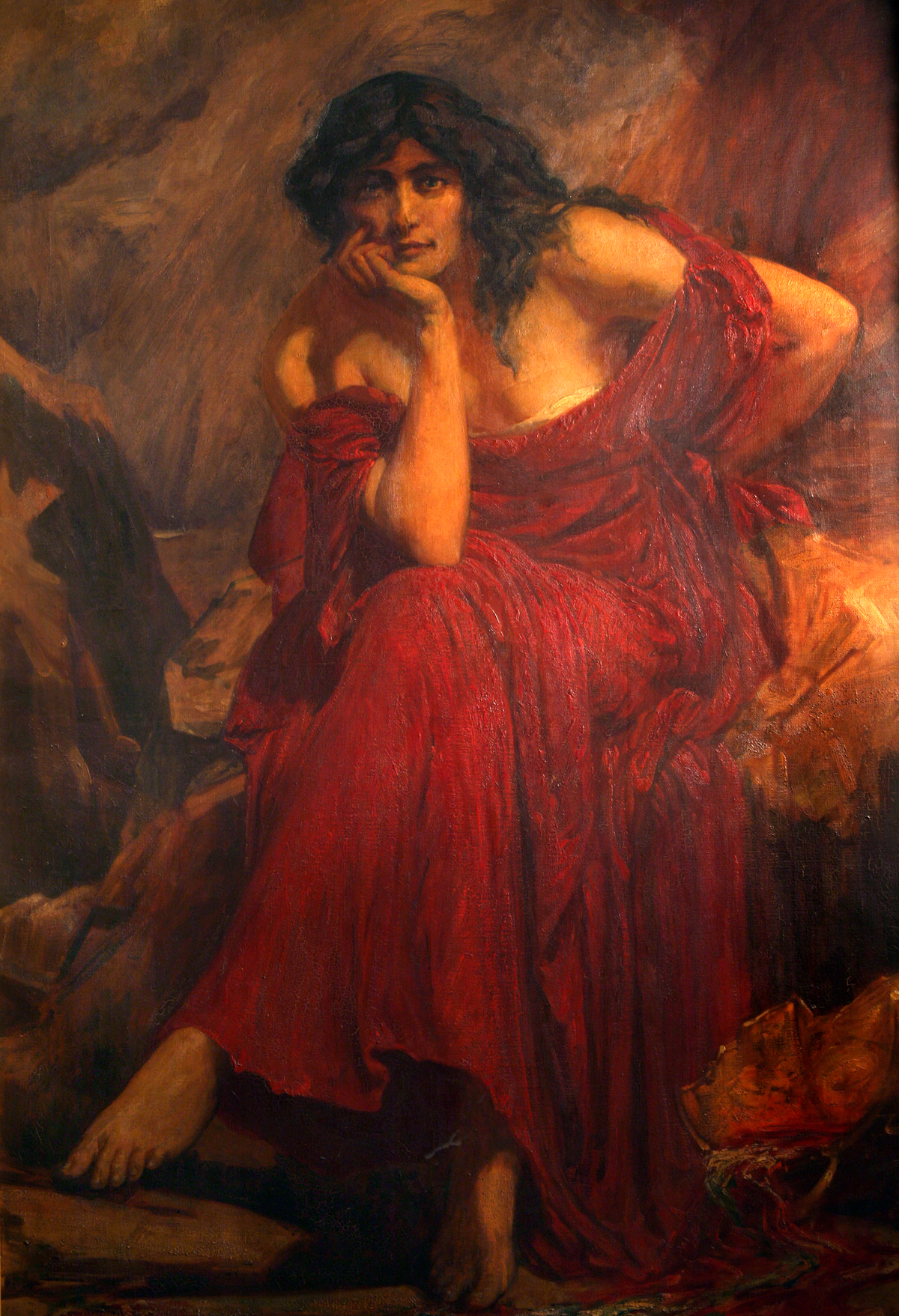
『ケリドウェン』(1910) Glynn Vivian Art Gallery
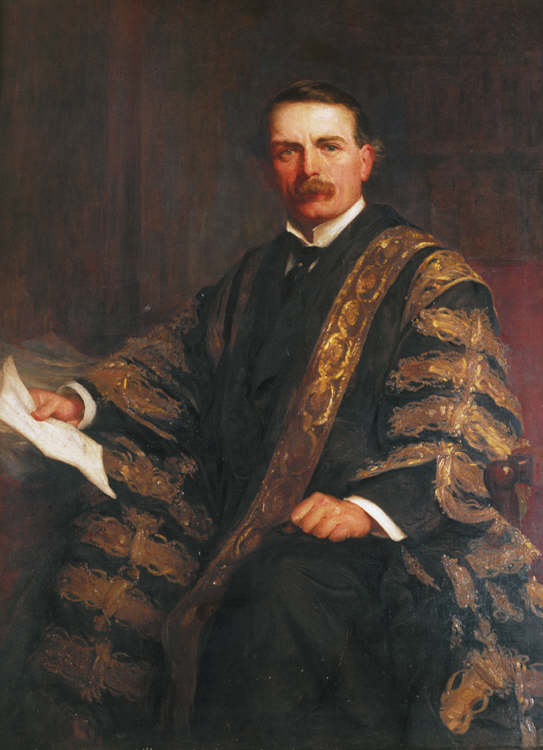
デビッド・ロイド・ジョージの肖像画(1911)
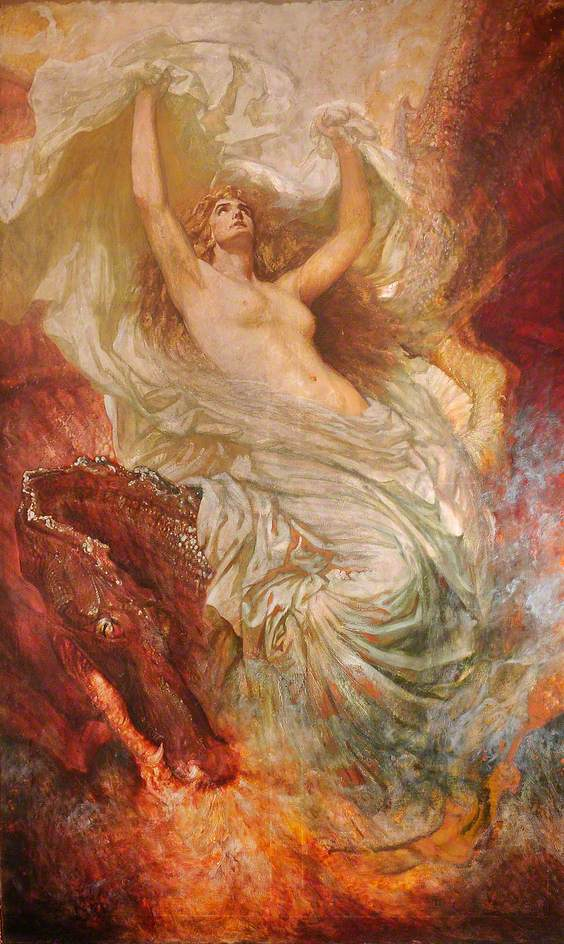
the Awakening of Wales（１９１１）
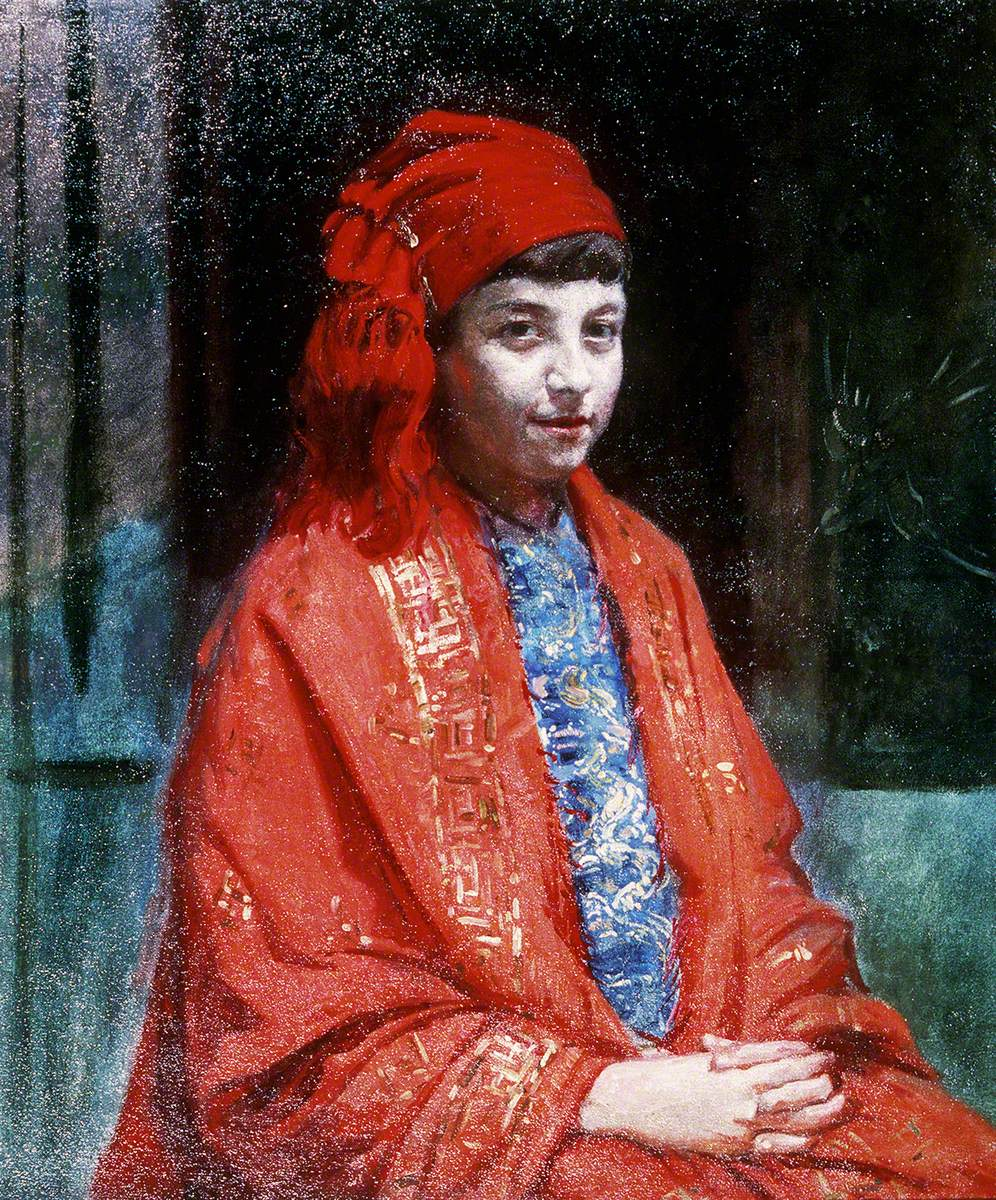
息子の肖像画 National Library of Wales

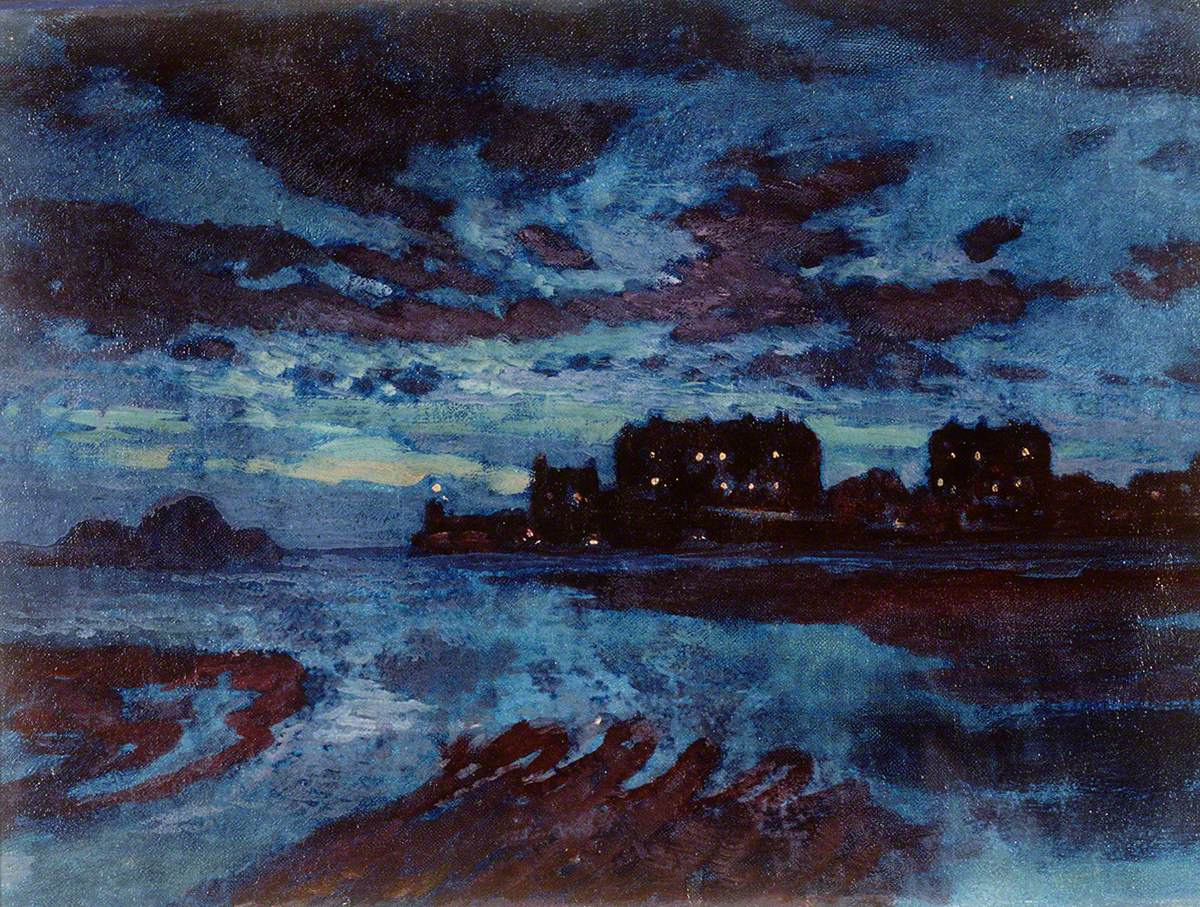
バーマスの夜景(1913) National Library of Wales
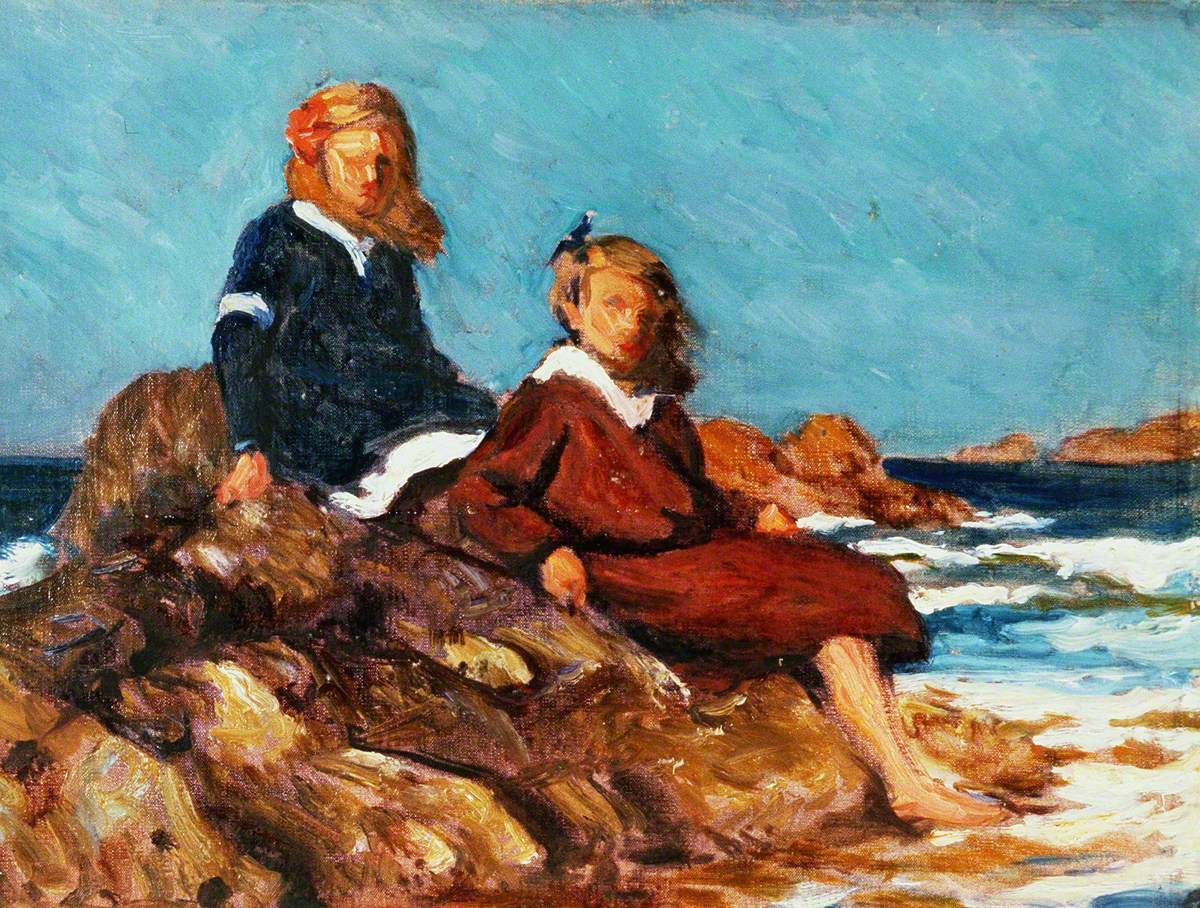
休日の村の娘(1915)
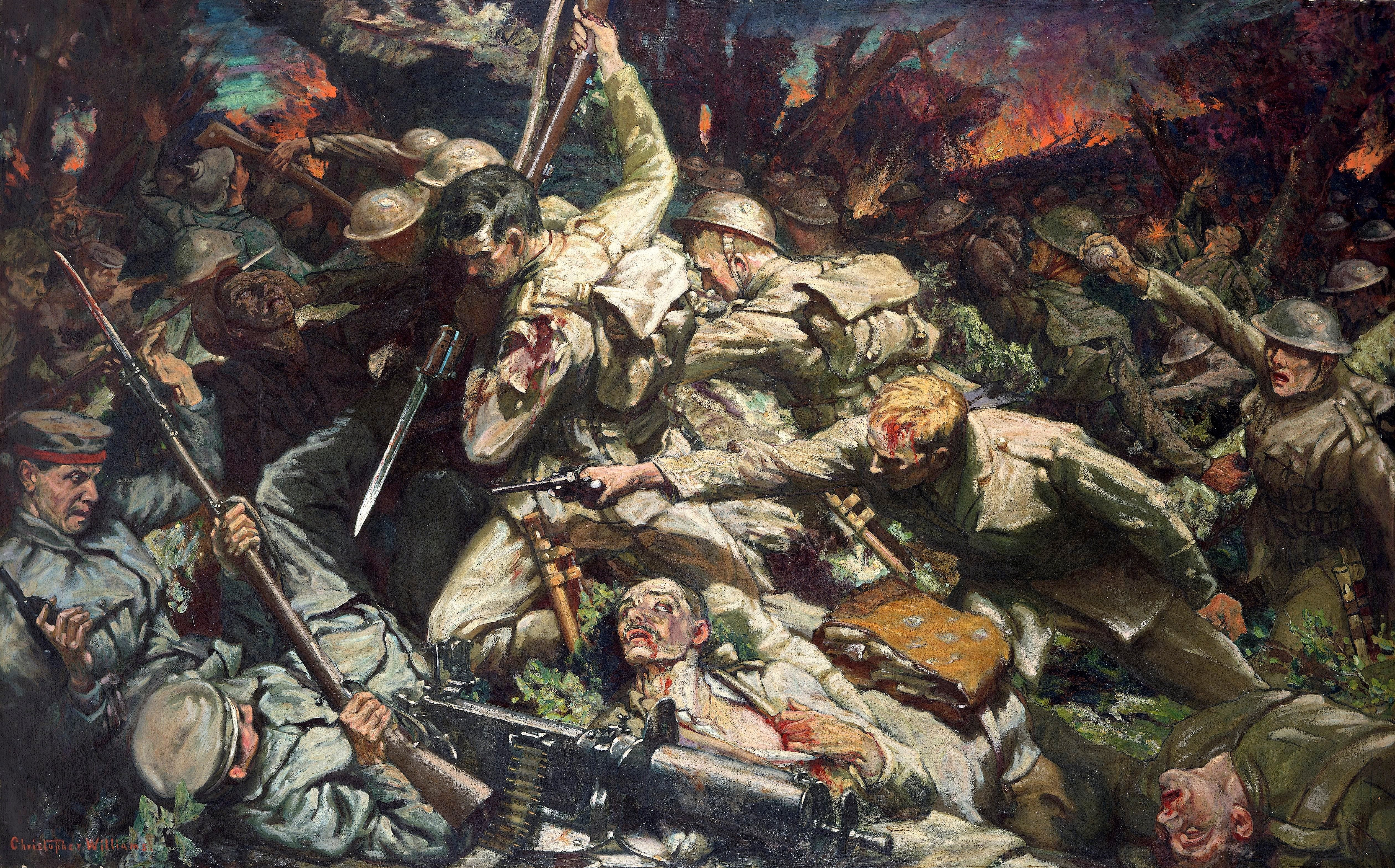
マメッツの森のウェールズ人(1916/1917)